# Histoire des îles Marshall
L'histoire des îles Marshall s'étend du IIe millénaire à nos jours. Les sources archéologiques permettent timidement de reconstruire le passé des îles avant leur entrée dans le giron des puissances occidentales.

## Époque anté-coloniale

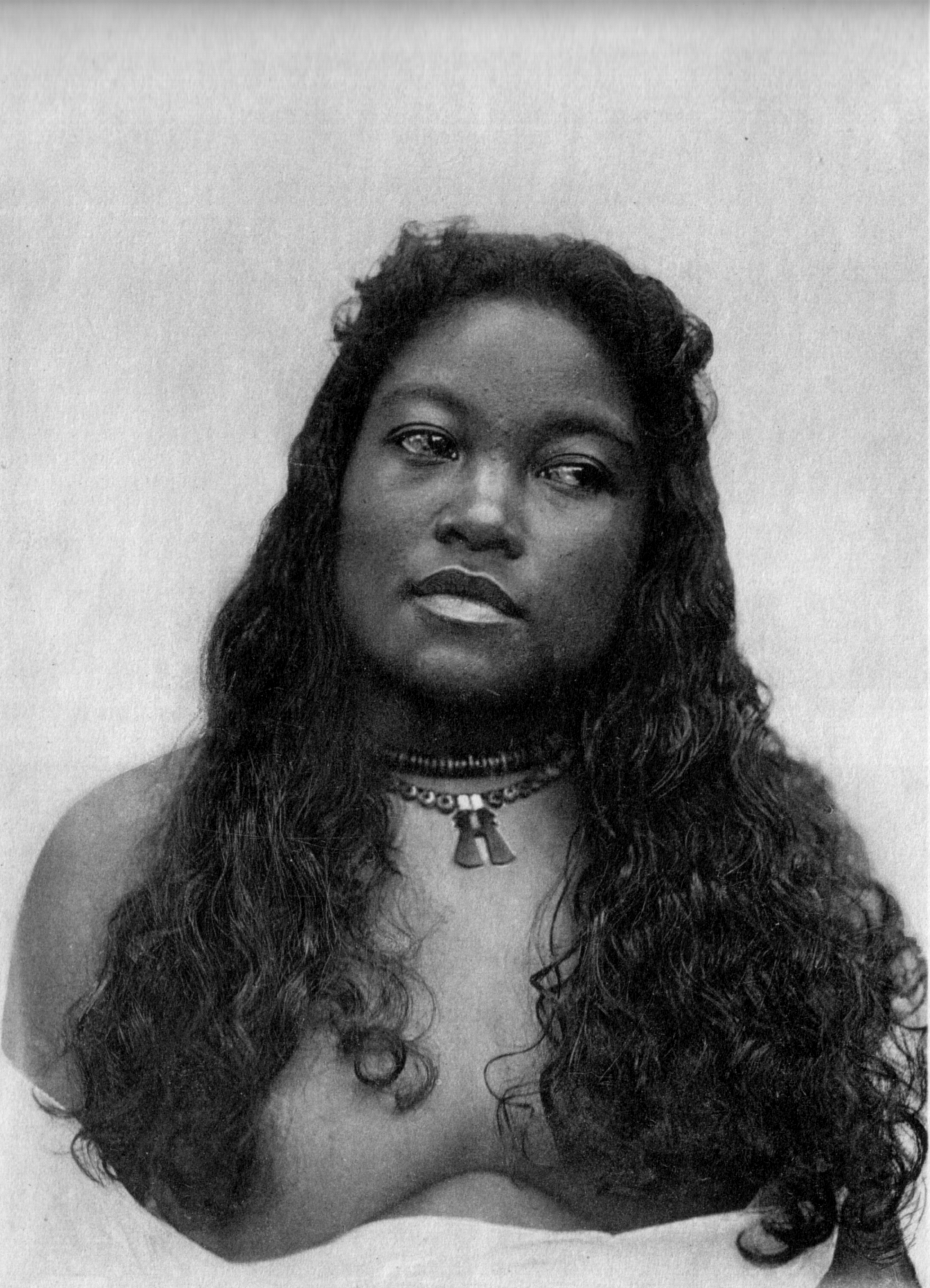
Femme marshallaise de l'atoll de Jaluit en 1908.

Les preuves suggèrent qu'il y a environ 3000 ans, des vagues successives d'immigrants venus d'Asie du Sud se propagent à travers le Pacifique occidental peupler ses nombreuses petites îles. Les Îles Marshall ont été atteintes par les Micronésiens au IIe millénaire av. J.-C. On sait peu de l'histoire des débuts de l'archipel. Les premiers colons ont voyagé entre les îles en canot en utilisant des cartes marines en bois.

## Exploration européenne et colonisation

### Une découverte espagnole...
L'explorateur espagnol Alonso de Salazar y débarqua en 1529. Les îles ont été nommées par Krusenstern d'après l'explorateur anglais John Marshall, qui leur a rendu visite avec Thomas Gilbert en 1788, lorsque les deux marins se rendaient à Botany Bay à Canton sur deux navires de la First Fleet (littéralement la Première Flotte, la flotte qui ouvrit la voie à la colonisation de l'Australie). Les Îles Marshall ont été réclamées par l'Espagne en 1874.

### ...cédée aux Allemands
Après médiation du pape et une indemnisation allemande de 4,5 millions de dollars, l'Espagne reconnaît en 1885 la demande de l'Allemagne qui établit un protectorat sur les îles. La nouvelle puissance coloniale installe des comptoirs sur les îles de Jaluit et Ebon où fleurit l'industrie du coprah. Sur le plan politique, les Iroij (les grands chefs) ont continué à régner sous administration coloniale allemande.

## Pendant les deux guerres mondiales
Au début de la Première Guerre mondiale, le 3 octobre 1914, le Japon prend le contrôle des îles Marshall. Le siège japonais est établi au même endroit que le centre allemand de l'administration, Jaluit. La Société des Nations entérine l'installation japonaise en lui confiant un mandat pour ces îles.
Le 31 janvier 1944, les forces américaines débarquent sur l'atoll de Kwajalein, les Marines prennent le contrôle des îles aux Japonais, à compter du 3 février 1944, à la suite des combats intenses sur les atolls de Kwajalein et d'Enewetok.

## D'un protectorat l'autre

Drapeau du Territoire sous tutelle des îles du Pacifique, 1965 - début des années 80

En 1947, les États-Unis, en tant que puissance occupante, concluent un accord avec le Conseil de sécurité de l'ONU afin d'administrer une large part de la Micronésie, y compris les îles Marshall, sous le regroupement du territoire sous tutelle des îles du Pacifique.
De 1946 à 1958, les îles servent les desseins atomiques des États-Unis, et sont le site de 67 essais nucléaires sur les différents atolls. La première bombe à hydrogène du monde, nom de code « Mike », a été testée sur l'atoll d'Enewetak le 1er novembre (date locale) en 1952.
Une installation de radar significative est établie sur l'atoll de Kwajalein.

## Marche vers l'indépendance
Le 1er mai 1979, du fait de l'évolution du statut politique des îles Marshall, les États-Unis ont reconnu la constitution des Îles Marshall et la création du gouvernement de la république des Îles Marshall. La Constitution intègre les deux concepts constitutionnels américains et britanniques.
Il y a eu un certain nombre d'élections locales et nationales au moment où la république des Îles Marshall est fondée. L'indépendance devient effective le 21 octobre 1986. Enfin, les États-Unis reconnaissent la dissolution du Territoire sous tutelle des îles du Pacifique le 22 décembre 1990.

## Histoire récente
Les Marshall ont signé un accord de libre association avec les États-Unis en 1986. La tutelle a pris fin en vertu de la Résolution 683 du Conseil de sécurité des Nations unies du 22 décembre 1990.
Jusqu'en 1999, les insulaires ont reçu des Américains 180 millions $ à titre de bail locatif pour l'atoll de Kwajalein, 250 millions $ en compensation des essais nucléaires et 600 millions $ dans d'autres paiements au titre de dédommagements.
En dépit de la constitution, le gouvernement a été en grande partie contrôlée par les Iroij. C'est en 1999, à la suite d'allégations de corruption politique, que le gouvernement aristocratique a été renversé, avec Imata Kabua remplacé par le « roturier » Kessai.
Le Parti démocratique uni, proposant de nombreuses réformes, remporte les élections législatives de 1999, emportant ainsi la présidence et le cabinet.